# Macromitrium benguetense
Macromitrium benguetense är en bladmossart som beskrevs av Robert Statham Williams 1914. Macromitrium benguetense ingår i släktet Macromitrium och familjen Orthotrichaceae. Inga underarter finns listade i Catalogue of Life.